# زمان قزاقستان
زمان قزاقستان زمان استاندارد در کشور قزاقستان که با یوتی‌سی ۵:۰۰+ یا یوتی‌سی ۰۶:۰۰+ نماش داده می‌شود. این کشور از ساعت تابستانی بهره نمی‌برد.

مناطق قزاقستان